# 京都市学校歴史博物館
京都市学校歴史博物館（きょうとしがっこうれきしはくぶつかん、Kyoto Municipal Museum of School History）は、京都府京都市にある博物館。2010（平成22）年度までは京都市生涯学習振興財団の運営、2011（平成23）年度からは京都市教育委員会の運営。元番組小学校を中心とした常設展のほか、特色のある企画展を年間4回開催している。
初代館長は上田正昭（～2005年）、第2代館長は上村淳之（～2024年）、現館長は佐々木丞平。

## 概要
1869年（明治2年）、全国に先駆けて日本最初の学区制小学校である番組小学校64校を創設した京都の学校教育の歴史を展示する博物館で、1998年（平成10年）11月に開館した。建物は、統廃合で閉校になった元番組小学校のひとつである開智小学校の鉄筋コンクリート校舎（講堂棟：1936年完成、校舎棟：1938年完成、増築棟：1956年完成）を活用している(2021年から2年にわたり耐震補強工事を実施)。校舎内では階段床のモザイクタイルやモルタル洗い出し仕上げを施した壁面・手すり等に当時の校舎の特徴を見い出すことができる。また校舎をとリまく建物・外構のうち、正門（1901年完成）、石塀（1918年完成）、玄関（1875年完成の旧成徳小学校講堂玄関車寄を2007年に移築）が国・登録有形文化財となっている。

## 所在地
- 京都市下京区御幸町通仏光寺下ル橘町437

## アクセス
- 阪急京都線 京都河原町駅 - 10番出口「藤井大丸口」（寺町四条南側）から西へ、１筋目を南へ徒歩約10分。
- 京都市営地下鉄烏丸線 四条駅 - 5番出口（烏丸仏光寺東側）から仏光寺通を東へ徒歩12分。
- 京都市営バスほか 四条河原町バス停 - 四条河原町交差点から西へ、2筋目を南へ徒歩10分。
- 京都市営バスほか 河原町松原バス停 - 松原通を西へ、2筋目を北へ徒歩約5分。